# Nebet (Unas)
Nebet war eine der beiden Gemahlinnen des altägyptischen Königs Unas. Sie lebte in der 5. Dynastie um 2380 v. Chr. und war in einer großen Doppelmastaba zusammen mit Chenut neben der Pyramide ihres Gemahls in Sakkara bestattet. Die Mastaba wurde von Peter Munro ausgegraben und publiziert.